# Scatman Crothers

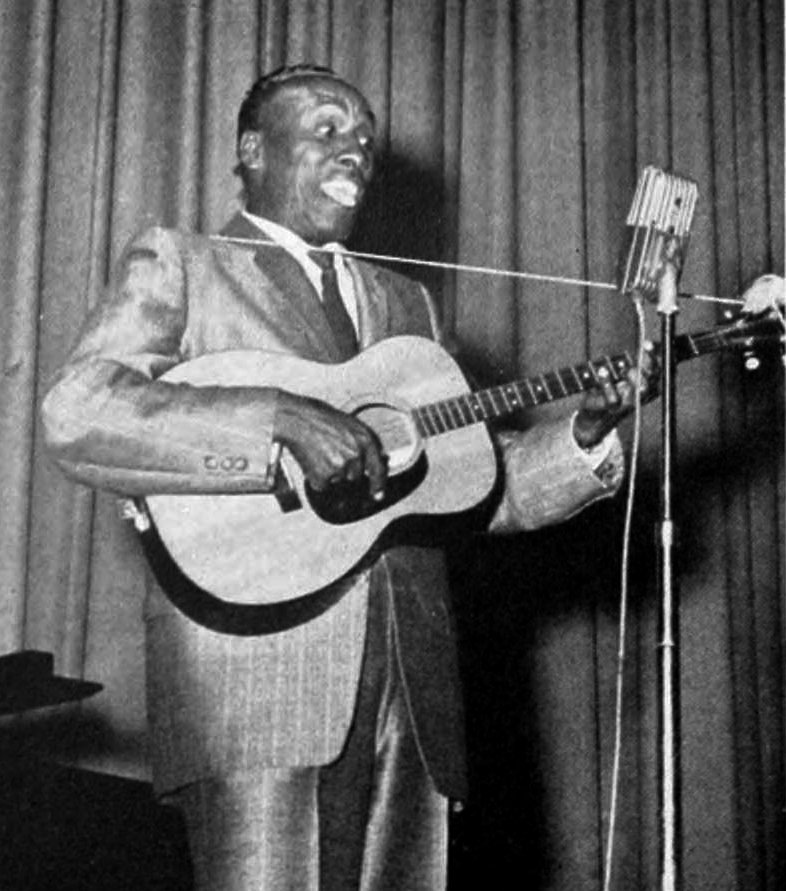
Scatman Crothers (1960)

Scatman Crothers, eigentlich Benjamin Sherman Crothers, (* 23. Mai 1910 in Terre Haute, Indiana; † 22. November 1986 in Van Nuys, Kalifornien) war ein US-amerikanischer Sänger, Komponist und Schauspieler. Andauernde Bekanntheit erlangte er vor allem durch die Rolle des Dick Hallorann in Shining sowie als Nachtwächter in Einer flog über das Kuckucksnest. Insgesamt wirkte Crothers in mehr als 120 Filmen und Fernsehserien mit. Seine Karriere als Musiker erstreckte sich über einen Zeitraum von mehr als 60 Jahren.

## Leben
Crothers begann seine Karriere nach der High School in den 1920er Jahren als Sänger und Komödiant in Jazz- und Nightclubs. Er selbst brachte sich das Spielen der Gitarre und des Schlagzeugs bei. In den 1930er Jahren gründete Crothers eine eigene Band, mit der er acht Jahre in Akron verbrachte. Zudem bekam er eine eigene Radioshow in einem lokalen Sender in Dayton, die fünfmal pro Woche gesendet wurde. Zu dieser Zeit entstand sein Künstlername Scatman, der eine Anlehnung an seinen Scat-Gesang war.
In den 1940er Jahren zog Crothers mit seiner Frau Helen, die er 1937 geheiratet hatte, nach Kalifornien. Es folgten Auftritte in Los Angeles, Las Vegas und im Apollo Theater in Harlem. Capitol Records veröffentlichte mehrere seiner Singles. Während des Zweiten Weltkriegs trat er für die United Service Organizations an der Seite von Bob Hope vor US-Truppen auf.
Sein Filmdebüt gab Crothers 1953 in Meet Me at the Fair. Es folgten Auftritte in mehreren Dutzend Filmen, zumeist in Nebenrollen. So spielte er 1961 in Jenseits des Ruwenzori an der Seite von Roger Moore. Zudem betätigte er sich als Synchronsprecher und lieh so unter anderem 1970 dem Kater Swingy (im Original Scat Cat; eine Anlehnung an Crothers) im Zeichentrickfilm Aristocats seine Stimme. Zu Crothers bekanntesten Filmauftritten zählen die des Nachtwächters in Einer flog über das Kuckucksnest von 1975 sowie seine Rolle des Hotelkochs Dick Hallorann in Stanley Kubricks 1980 erschienenen Horrorfilm Shining. In beiden Filmen spielte Jack Nicholson die Hauptrolle, mit dem er bereits zweimal zuvor vor der Kamera gestanden hatte.
Zu Crothers weiteren Filmrollen gehören die des Schaffners Ralston in der Komödie Trans-Amerika-Express (1976) und die des Hufschmieds Moses in John Waynes Abschiedswerk Der letzte Scharfschütze (ebenfalls 1976). Nach dem Erfolg von Shining trat er in weiteren Horrorfilmen auf: 1982 war Crothers als George Faskins in Night Eyes und 1983 als Mr. Bloom in Unheimliche Schattenlichter zu sehen. Er blieb bis kurz vor seinem Tod als Schauspieler aktiv. Trotz seiner Mitwirkung in über 60 Kino- und Fernsehfilmen sowie eine ebenso großen Anzahl an Auftritten in Fernsehserien blieb Crothers zeitlebens vor allem als Sänger und Komponist tätig.
Scatman Crothers erkrankte 1982 an Lungenkrebs, an dessen Folgen er am 22. November 1986 im Alter von 76 Jahren in Van Nuys starb. Er hinterließ seine Frau Helen, mit der er fast 50 Jahre verheiratet war. Crothers Grab befindet sich auf dem Forest Lawn Memorial Park.

## Filmografie (Auswahl)
- 1951: Yes Sir, Mr. Bones
- 1953: Gefangene des Dschungels (East of Sumatra)
- 1956: Feuertaufe (Between Heaven and Hell)
- 1958: Geschenk der Liebe (The Gift of Love)
- 1958: Alfred Hitchcock Presents (Fernsehserie, Folge 4x02 Schweigen ist Silber)
- 1958: Tarzan und die Jäger (Tarzan and the Trappers) (Fernsehfilm)
- 1959: Ein Schuß und 50 Tote (Alias Jesse James)
- 1959: Porgy und Bess (Porgy and Bess)
- 1961: Jenseits des Ruwenzori (The Sins of Rachel Cade)
- 1961: Bonanza (Fernsehserie, Folge 3x01)
- 1964: Lady in a Cage
- 1964: Die Heulboje (The Patsy)
- 1965: Das Familienjuwel (The Family Jewels)
- 1966: Drei auf einer Couch (Three on a Couch)
- 1966: Alvarez Kelly
- 1969: Jerry, der Herzpatient (Hook, Line & Sinker)
- 1969: Hello, Dolly!
- 1970: Bloody Mama
- 1970: Die große weiße Hoffnung (The Great White Hope)
- 1970: Aristocats (The Aristocats, Stimme)
- 1970–1971: Harlem Globe Trotters (Serie, 22 Folgen, Stimme)
- 1971: Verliebt in eine Hexe (Bewitched, Fernsehserie, Folge 8x13)
- 1972: Lady Sings the Blues
- 1972: Der König von Marvin Gardens (The King of Marvin Gardens)
- 1972: Adam-12 (Fernsehserie, Folge 5x11)
- 1973: Der Chef (Ironside, Fernsehserie, Folge 7x12)
- 1973: Kojak – Einsatz in Manhattan (Kojak, Fernsehserie, Folge 1x07)
- 1973: Der Sohn des Mandingo (Slaughter's Big Rip-Off)
- 1974: Chikago Poker (Truck Turner)
- 1974: Freie Fahrt ins Jenseits (Black Belt Jones)
- 1974: Toma (Fernsehserie, Folge 1x21)
- 1974: Coonskin (Stimme)
- 1974: Mannix (Fernsehserie, Folge 8x05)
- 1974: Männerwirtschaft (The Odd Couple, Fernsehserie, Folge 5x08)
- 1974: Fenn – Hong Kong Pfui (Hong Kong Phooey, Serie, 16 Folgen, Stimme)
- 1974–1978: Die Zwei von der Tankstelle (Chico and the Man, Fernsehserie, 64 Folgen)
- 1975: Linda Lovelace bläst zum Wahlkampf (Linda Lovelace for President)
- 1975: Mitgiftjäger (The Fortune)
- 1975: Einer flog über das Kuckucksnest (One Flew Over the Cuckoo’s Nest)
- 1975: Friday Foster
- 1976: Mr. Universum (Stay Hungry)
- 1976: Der letzte Scharfschütze (The Shootist)
- 1976: Chesty Anderson U.S. Navy (Chesty Anderson, USN)
- 1976: Trans-Amerika-Express (Silver Streak)
- 1977: Roots (Miniserie, eine Folge)
- 1977: Starsky & Hutch (Fernsehserie, Folge 2x23)
- 1978: Das Teufelscamp (Mean Dog Blues)
- 1978: Der Schmalspurschnüffler (The Cheap Detective)
- 1978: Drei Engel für Charlie (Charlie’s Angels, Fernsehserie, Folge 3x01 Mord in Las Vegas)
- 1978/1979: Vegas (Vega$, Fernsehserie, 2 Folgen)
- 1978/1984: Love Boat (The Love Boat, Fernsehserie, 2 Folgen)
- 1979: Der unglaubliche Hulk (The Incredible Hulk, Fernsehserie, Folge 3x05)
- 1979: Banjo, das Katzenkind (Banjo the Woodpile Cat, Kurzfilm, Stimme)
- 1979: Scavenger Hunt
- 1980: Shining (The Shining)
- 1980: Bronco Billy
- 1981: Magnum (Magnum, P.I., Fernsehserie, Folge 1x10)
- 1982: Der Typ mit dem irren Blick (Zapped!)
- 1982: Night Eyes (Deadly Eyes)
- 1982: Baby Thieves – Geraubte Kinder (Missing Children: A Mother's Story, Fernsehfilm)
- 1983: Unheimliche Schattenlichter (Twilight Zone: The Movie)
- 1983: Casablanca (Fernsehserie, 5 Folgen)
- 1983: Hotel (Fernsehserie, Folge 1x07)
- 1983: Zwei vom gleichen Schlag (Two of a Kind)
- 1984–1986: Transformers (The Transformers, Fernsehserie, 33 Folgen, Stimme)
- 1985: Matt Houston (Fernsehserie, Folge 3x15)
- 1985: Die Abenteuer der Natty Gann (The Journey of Natty Gann)
- 1986: Morningstar/Eveningstar (Fernsehserie, 7 Folgen)
- 1986: Transformers – Der Kampf um Cybertron (The Transformers: The Movie, Stimme)
- 1987: Transformers: Die Rückkehr von Optimus Prime (The Return of Optimus Prime, Stimme)

## Auszeichnung
- Saturn Award 1981 als Bester Nebendarsteller in Shining